# ロマン・デル・カスティージョ
ロマン・デル・カスティージョ（Romain Del Castillo、1996年3月29日 - ）はフランスのサッカー選手。ポジションはMF。スタッド・ブレスト29所属。

## 経歴
2015年11月20日のOGCニース戦でリーグ・アンデビュー。
2018年6月20日、スタッド・レンヌに4年契約で移籍した。2018年8月3日のボルシア・ドルトムントとの親善試合では試合終了間際でのPKを決め、引き分けに持ち込んだ。
2021年8月31日、スタッド・ブレスト29に移籍した。